# فیسکو
فیسکو (به ایتالیایی: Fiesco) یک کومونه در ایتالیا است که در استان کریمونا واقع شده‌است.

## خصوصیات
فیسکو ۸٫۱ کیلومترمربع مساحت و ۹۱۱ نفر جمعیت دارد.